# Qinlingacris
Qinlingacris is een geslacht van rechtvleugeligen uit de familie Dericorythidae. De wetenschappelijke naam van dit geslacht is voor het eerst geldig gepubliceerd in 1979 door Yin & Chou.

## Soorten
Het geslacht Qinlingacris omvat de volgende soorten:
- Qinlingacris choui Li, Wu & Feng, 1991
- Qinlingacris elaeodes Yin & Chou, 1979
- Qinlingacris taibaiensis Yin & Chou, 1979